# Вук Рађеновић
Вук Рађеновић (рођен 7. јуна 1983. у Кључу) је српски репрезентативац у бобу. Син је бившег репрезентатица, а сада тренера репрезентације Бориса Рађеновића. Такмичи се од 2001. године, а на Олимпијским играма учествовао је три пута. У Солт Лејк Ситију 2002. године био је део четвороседа који је заузео 25. место. У Ванкуверу 2010. године остварио је свој најбољи пласман на Олимпијским играма, 18. место у четвороседу. На Олимпијским играма у Сочију 2014. такмичио се у двоседу са Александром Бундалом. Одустали су због повреде. Такмичи се у Светском купу и на Светским првенствима. Најбољи пласман у Светском купу остварио је 2013. у Аустрији, једанесто место у четвороседу. 